# 勝沢町
勝沢町（かつさわまち）は、群馬県前橋市の地名。郵便番号は371-0124。2013年現在の面積は0.81km2。

## 地理
赤城山の南麓に位置している。輻射谷の地形で、藤沢川が貫流している。

### 河川
- 藤沢川

## 歴史
江戸時代頃からある地名である。はじめは前橋藩領で、明和4年に幕府領代官前沢藤十郎支配、天明5年から再び前橋藩領になった。

### 年表
- 1889年4月1日 町村制施行により、勝沢村は小坂子村、五代村、端気村、鳥取村、小神明村、嶺村と合併し南勢多郡芳賀村が成立する。
- 1896年4月1日 郡統合（東群馬郡と南勢多郡の統合）により勢多郡に所属する。
- 1954年4月1日 周辺1町5村（元総社村、上川淵村、下川淵村、桂萱村、群馬郡東村、総社町）とともに芳賀村は前橋市へ編入する。そのため前橋市勝沢町となる。
- 1977年 一部が高花台1-2丁目になる。
- 2012年12月22日 国道17号（上武道路）の群馬県道3号前橋大間々桐生線 - 群馬県道4号前橋赤城線 間の開通に伴い、当町に初めて国道が通る事となる。

### 地名の由来
藤沢清親が建仁元年頃に字高鼻番城に城を構えていたが、その藤沢氏の「藤」の草冠がとれ「勝」と書き間違えられたため、「フジサワ」が「カツサワ」に読み替えられたといわれている。

## 世帯数と人口
2017年（平成29年）8月31日現在の世帯数と人口は以下の通りである。
| 町丁   | 世帯数  | 人口  |
| ------ | ------- | ----- |
| 勝沢町 | 374世帯 | 994人 |

## 小・中学校の学区
市立小・中学校に通う場合、学区は以下の通りとなる。
| 番地 | 小学校             | 中学校             |
| ---- | ------------------ | ------------------ |
| 全域 | 前橋市立芳賀小学校 | 前橋市立芳賀中学校 |

## 交通

### 鉄道
鉄道駅はない。

### 道路
国道17号（上武道路）が町の南部を東西に、群馬県道101号四ツ塚原之郷前橋線が町の中央を東西に通っている。

## 施設
- 前橋市立芳賀小学校
- 勝沢公民館
- 勝城神社
- 明和幼稚園